# Biene (Schiff)
Die  Biene war das dritte Schiff der Wespe-Klasse, einer Klasse von insgesamt elf Panzerkanonenbooten der Kaiserlichen Marine, die für die Verteidigung der deutschen Nord- und Ostseeküste konstruiert wurde.

## Bau und Dienstzeit
Das mit dem Haushaltsnamen Panzerfahrzeug C versehene Schiff wurde wie alle Einheiten der Wespe-Klasse von der Bremer Werft AG Weser gebaut. Die Arbeiten begannen im Jahr 1875. Das Schiff erhielt noch eine Panzerung aus britischer Produktion, da die eigentlich mit der Lieferung der Panzerplatten beauftragte Dillinger Hütte diese noch nicht in der erforderlichen Qualität herstellen konnte. Der Neubau stand am 2. Dezember 1876 zum Stapellauf bereit und wurde dabei nach der Insektengruppe der Bienen benannt.
Nachdem das Schiff am 17. Oktober 1877 fertiggestellt war, dauerte es fast vier Jahre, bis die Biene am 20. August 1881 erstmals für Ausbildungszwecke in Dienst gestellt wurde. Drei Wochen später erging der Befehl, nach Kiel zu gehen. Da der Kaiser-Wilhelm-Kanal zu dieser Zeit noch nicht bestand, musste der Marsch um Skagen herum angetreten werden, was drei Tage dauerte. Die Biene erreichte am 11. September Kiel. Bereits am 17. September wurde sie wieder außer Dienst gestellt, nachdem sie am Vortag an Veranstaltungen der Marine anlässlich eines Besuchs Kaiser Wilhelm I. teilgenommen hatte.
Erst am 22. April 1884 erfolgte eine erneute Indienststellung. Die Biene wurde mit ihren Schwesterschiffen Camaeleon, Crocodill und Hummel zur Panzerkanonenboots-Division unter dem Kommando von Kapitän zur See Karl August Deinhard zusammengefasst. Der Verband begann am 8. Mai selbigen Jahres mit Übungen in den Gewässern von Rügen. Für die Biene endeten diese Übungen am 8. Juni aufgrund einer im Rügischen Bodden erlittenen Havarie. Sie musste die Kaiserliche Werft Kiel aufsuchen und wurde dort am 12. Juni 1884 außer Dienst gestellt. Ihren Platz in der Division nahm die Natter ein.

## Verbleib
Obwohl sie weiter der Marinestation der Ostsee zugeteilt war, wurde die Biene nicht wieder aktiviert, sondern verblieb bis zur am 27. September 1910 erfolgten Streichung aus der Liste der Kriegsschiffe in der Reserve. Ihr Rumpf diente bis 1921 als schwimmende Werkstatt, wurde dann für 660.000 Mark nach Bremen verkauft und in Wewelsfleth abgewrackt.

## Kommandanten
| 20. August bis 17. September 1881 | Kapitänleutnant Max von Raven |
| 22. April bis 12. Juni 1884       | Kapitänleutnant Franz Wilm    |